# Pidhirți (Malîi Șpakiv), Rivne
Pidhirți (în ucraineană Підгірці) este un sat în comuna Malîi Șpakiv din raionul Rivne, regiunea Rivne, Ucraina.

## Demografie
Componența lingvistică a localității Pidhirți
     Ucraineană (97,83%)
     Rusă (2,17%)
Conform recensământului din 2001, majoritatea populației localității Pidhirți era vorbitoare de ucraineană (97,83%), existând în minoritate și vorbitori de rusă (2,17%).